# Palais Medici-Riccardi
Le palais Medici-Riccardi (en italien : Palazzo Medici Riccardi) est l'un des palais Renaissance de la ville de Florence. Il est acquis par la famille Riccardi en 1659, et appartient actuellement à la ville.

## Histoire
Le palais a été construit par Michelozzo pour Cosme de Médicis entre 1444 et 1459.
Ses façades à bossage rustique, dont les trois niveaux typiques décroissants en allègent l'allure et accroissent l'effet perspectif, sont séparées par des corniches marcapiano et l'ensemble est couronné d'une corniche en surplomb à modillons de type corinthien qui cache une toiture à faible rampant (justifiée par le climat toscan).
Elle comporte aussi des fenêtres géminées avec des arcs en plein cintre. 
La cour ouverte à péristyle est également d'inspiration romaine, et les inginocchiati de finestre du rez-de-chaussée soutiennent les consoles sur la rue, encadrés dans des portiques aveugles semblables à la porte principale.
Le palais est vendu en 1810 au grand-duc de Toscane.

## Œuvres
La profusion des œuvres et les lieux d'expositions temporaires en font également un espace muséal très important de la ville :
- le cycle des fresques de la chapelle des Mages, situé au piano nobile du premier étage, œuvres de Benozzo Gozzoli (1459-1461), comportant des portraits de la famille Médicis dont Piero il Gottoso et Cosme de Médicis et où Laurent le magnifique, Jean VIII Paléologue et Sigismond de Luxembourg figurent les rois mages;
- les décorations des salles de réception;
- la Galleria degli Specchi de Luca Giordano avec ses voûtes et ses miroirs peints;
- la Sala del Trionfo delle Arti : Madone de Fra Filippo Lippi (envers avec une esquisse de la tête de saint Jérôme) ;
- la Biblioteca Riccardiana ;
- le cortile et la statue centrale d'Orphée et Cerbère de Baccio Bandinelli.

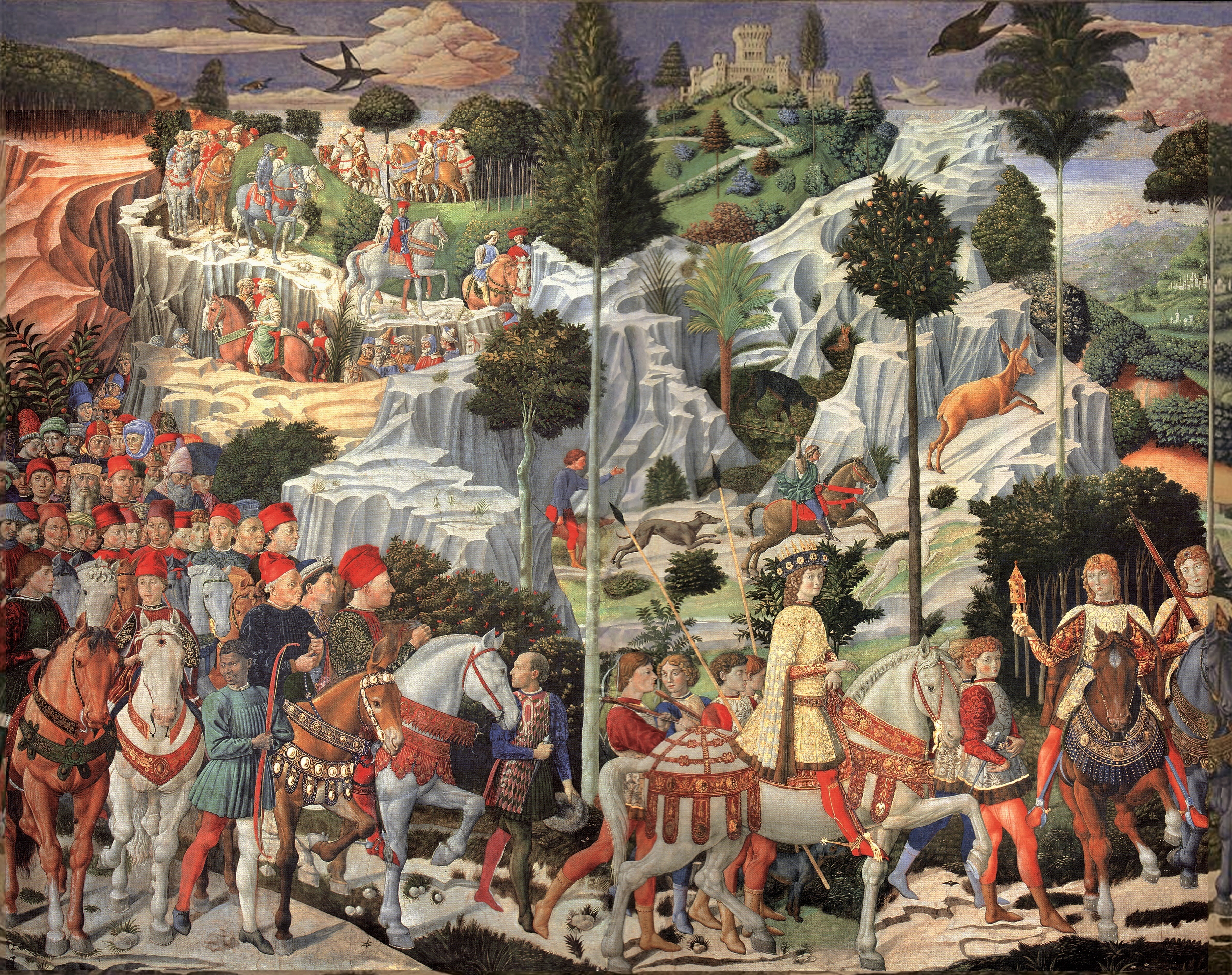
Fresque de la Chapelle des Mages de Benozzo Gozzoli.
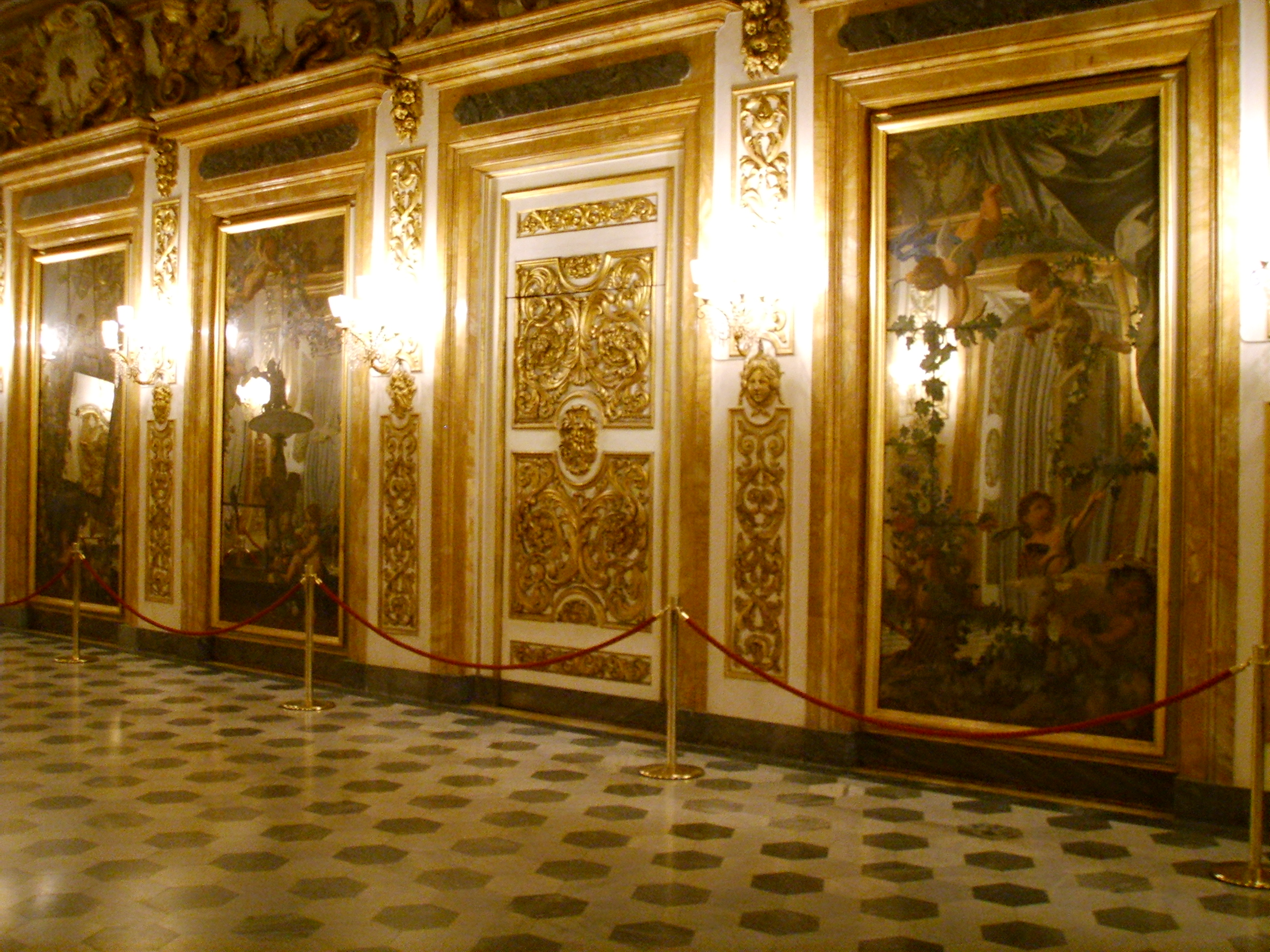
Salle des miroirs peints.
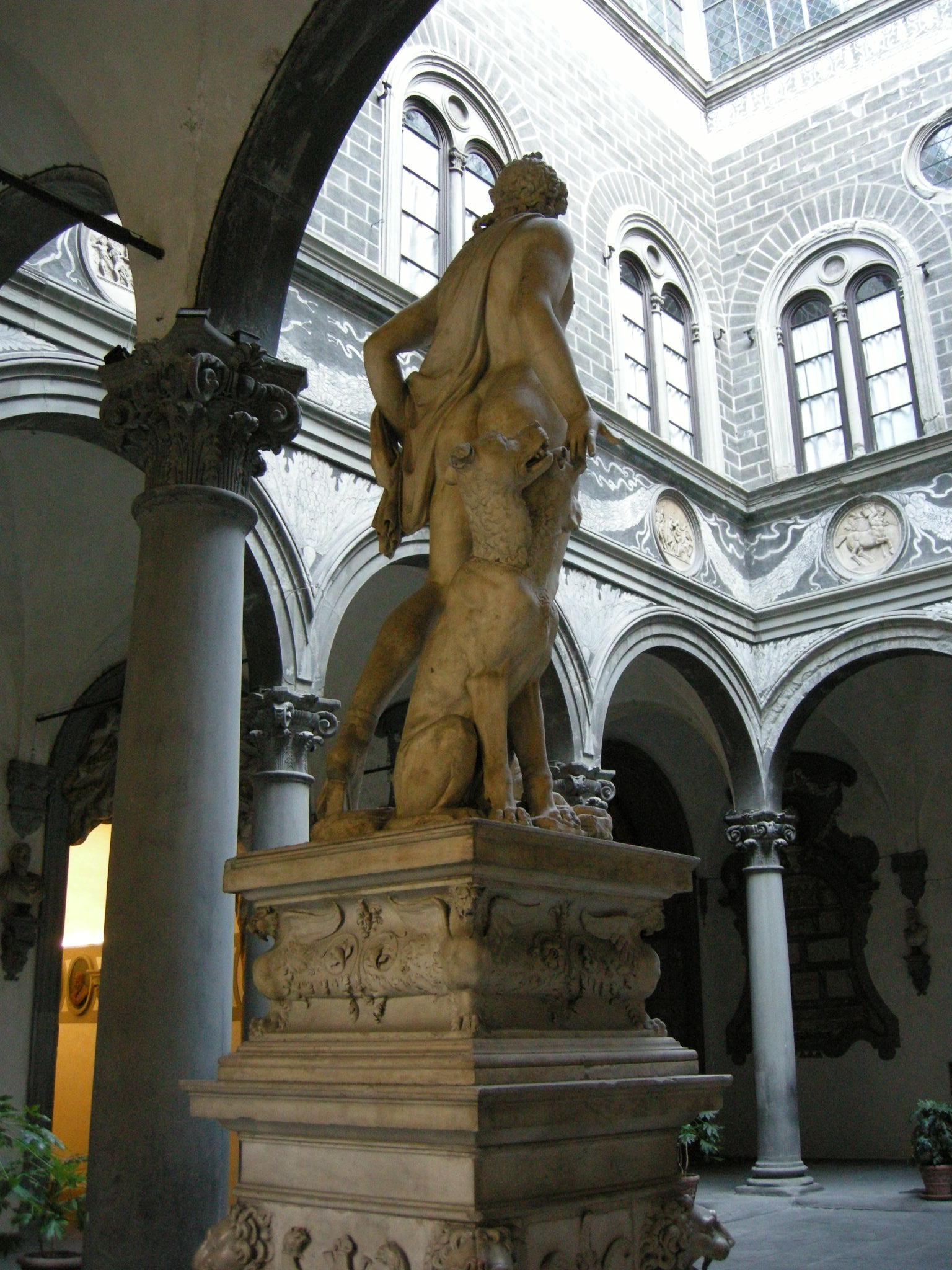
Orphée et Cerbère de Baccio Bandinelli dans le cortile.
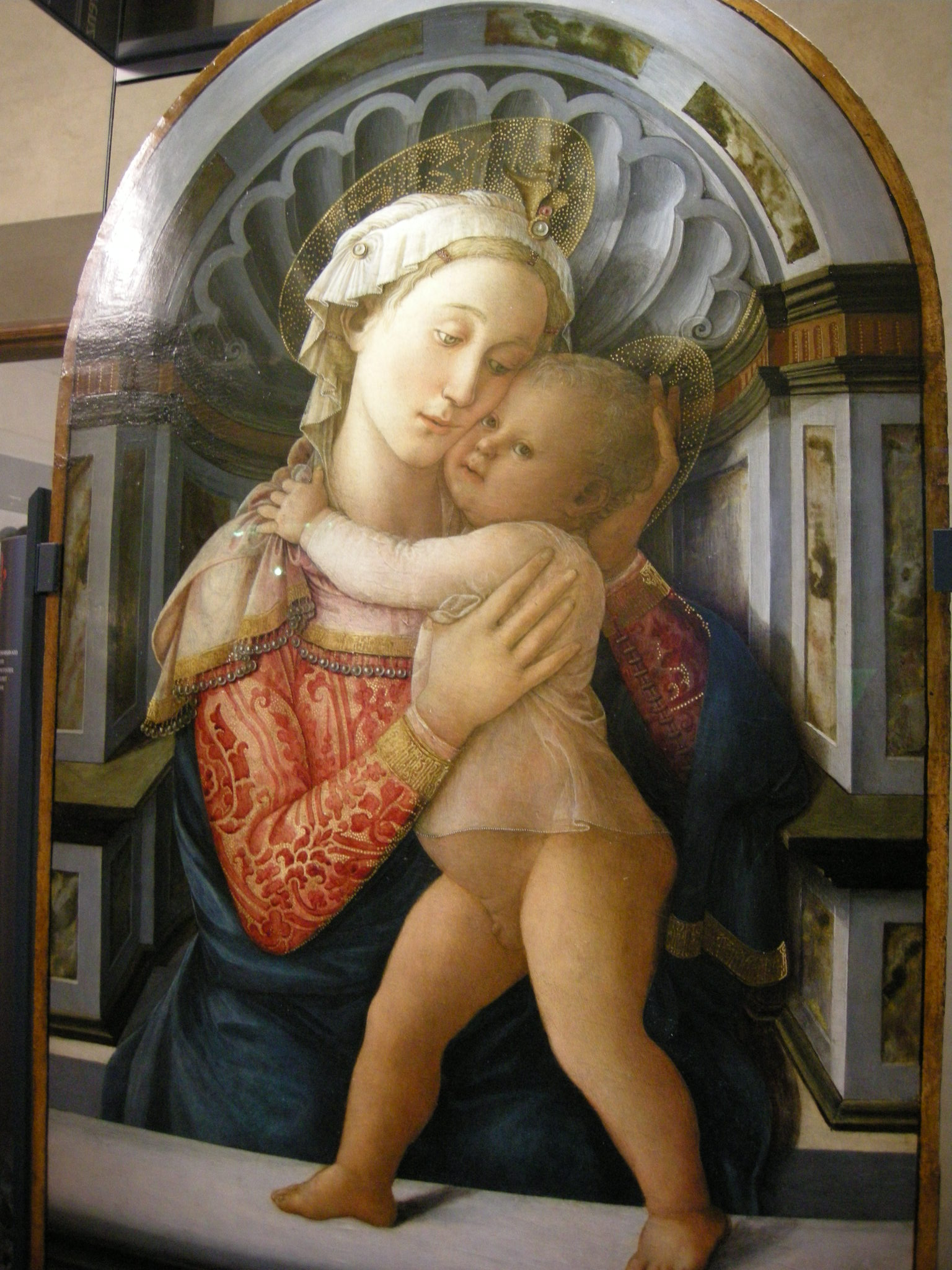
Madone de Fra Filippo Lippi.
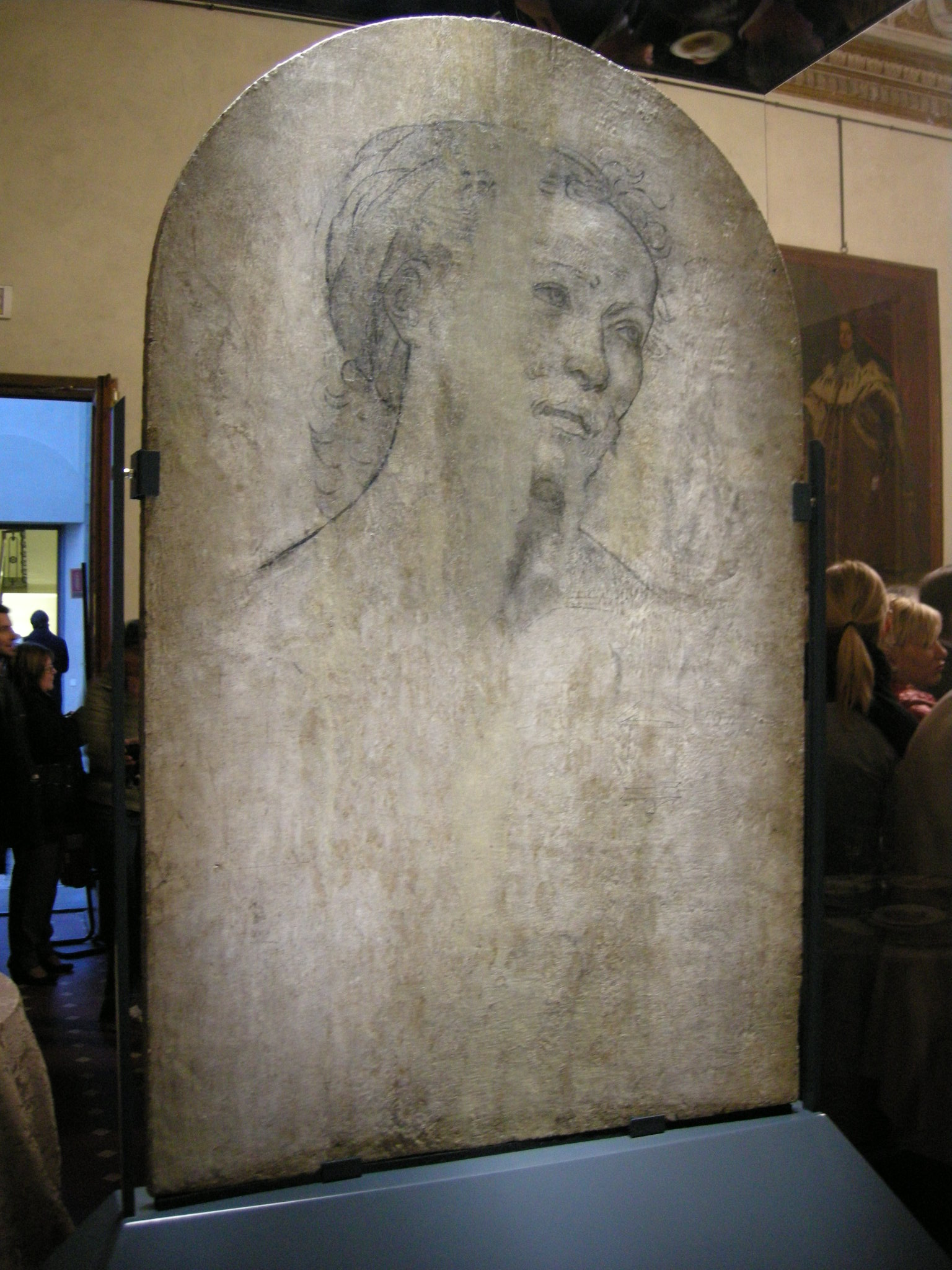
Esquisse de l'envers.

## Lieu de tournage
En 2015, une équipe de l'émission Secrets d'Histoire a tourné plusieurs séquences dans le palais dans le cadre d'un numéro consacré à Laurent de Médicis, intitulé À Florence, Laurent le Magnifique et diffusé le 29 mars 2016 sur France 2.

## Galerie

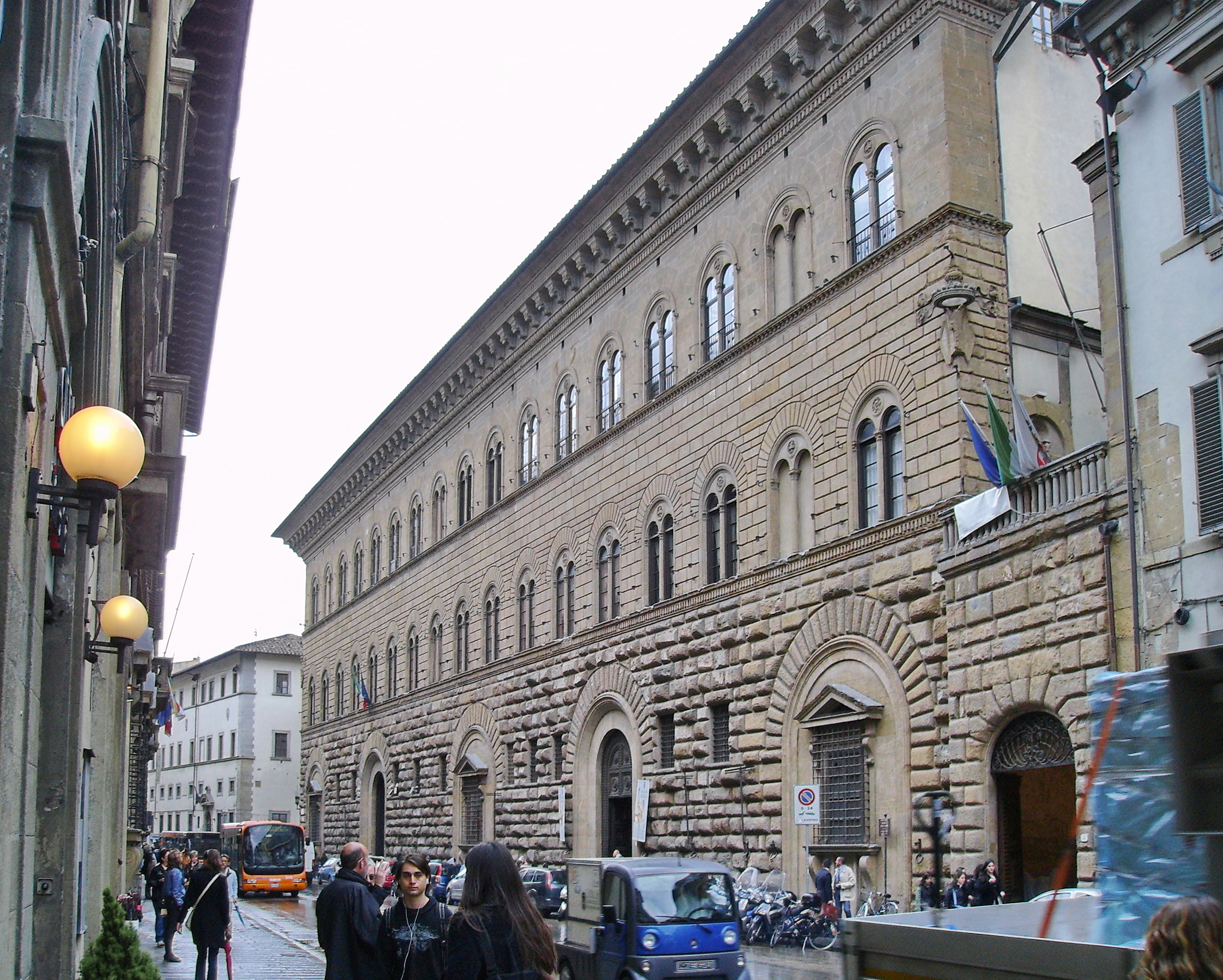
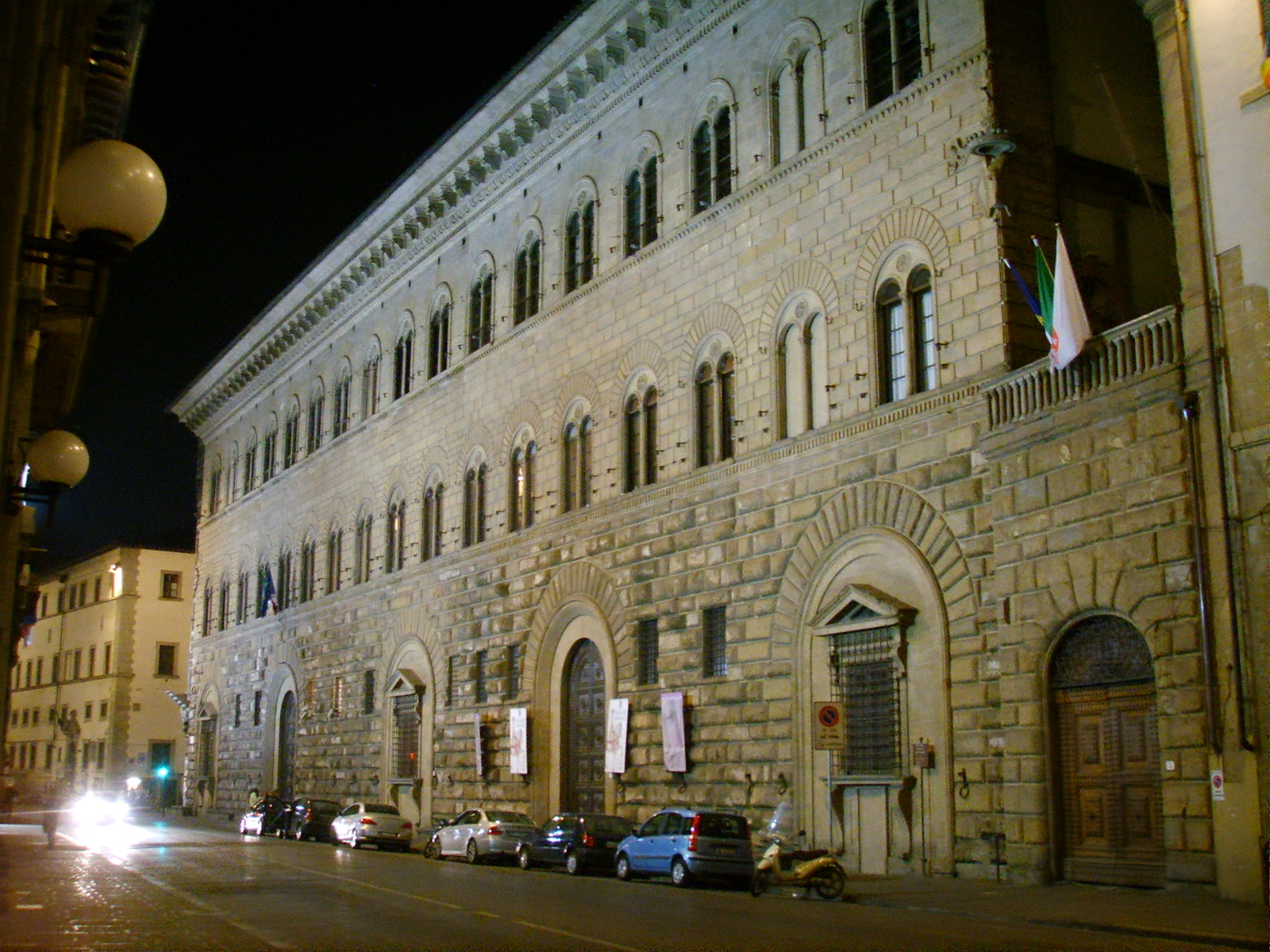
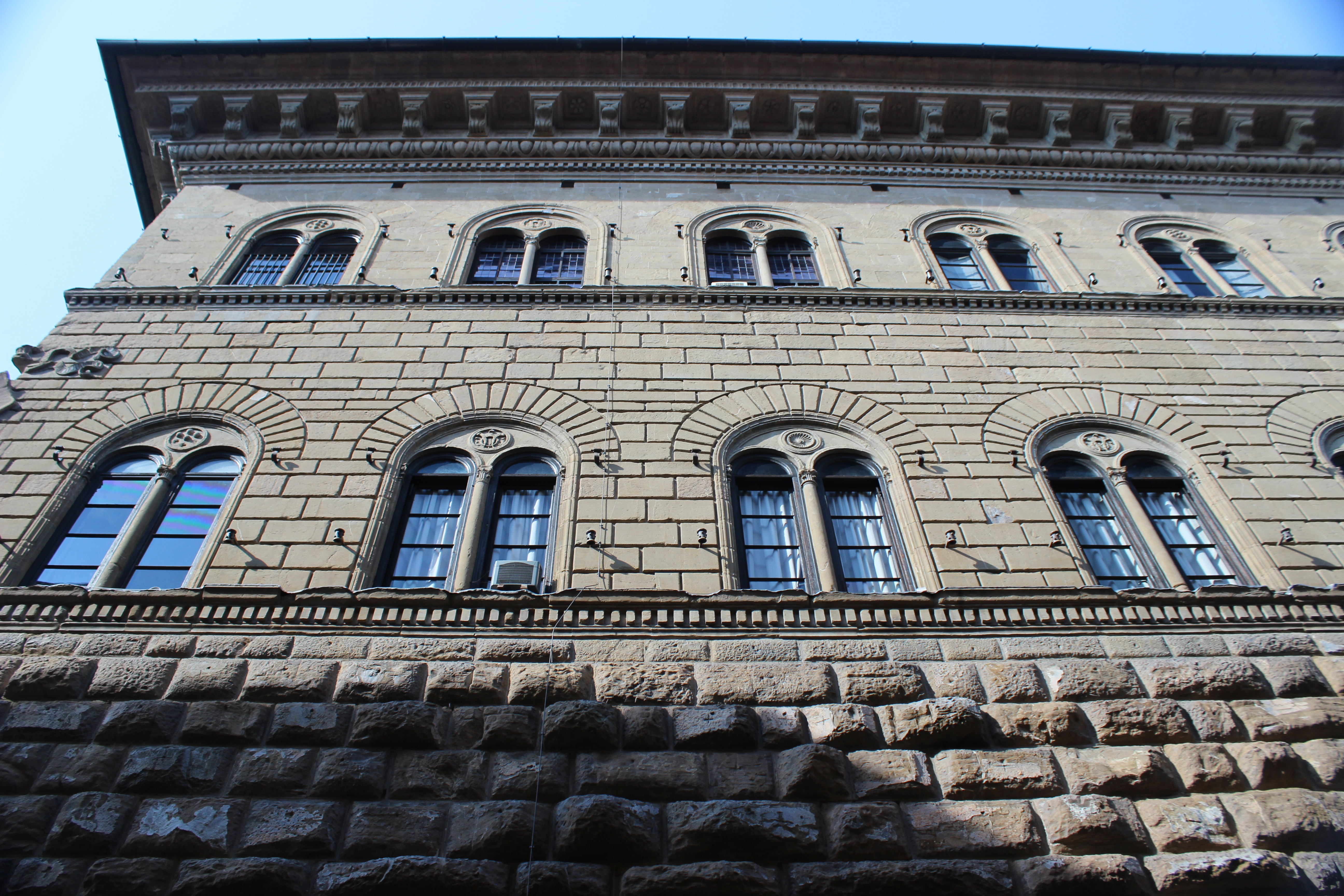
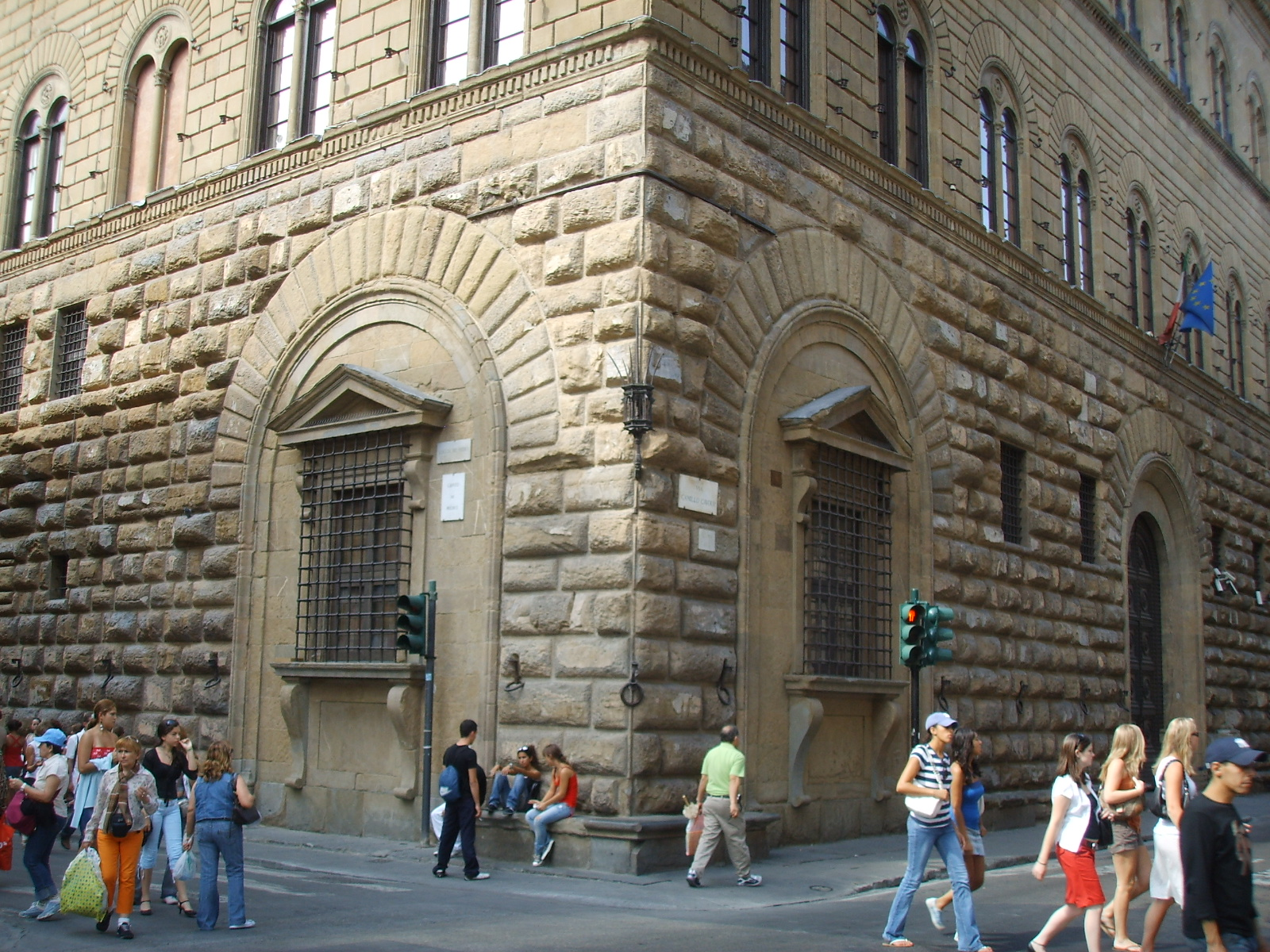
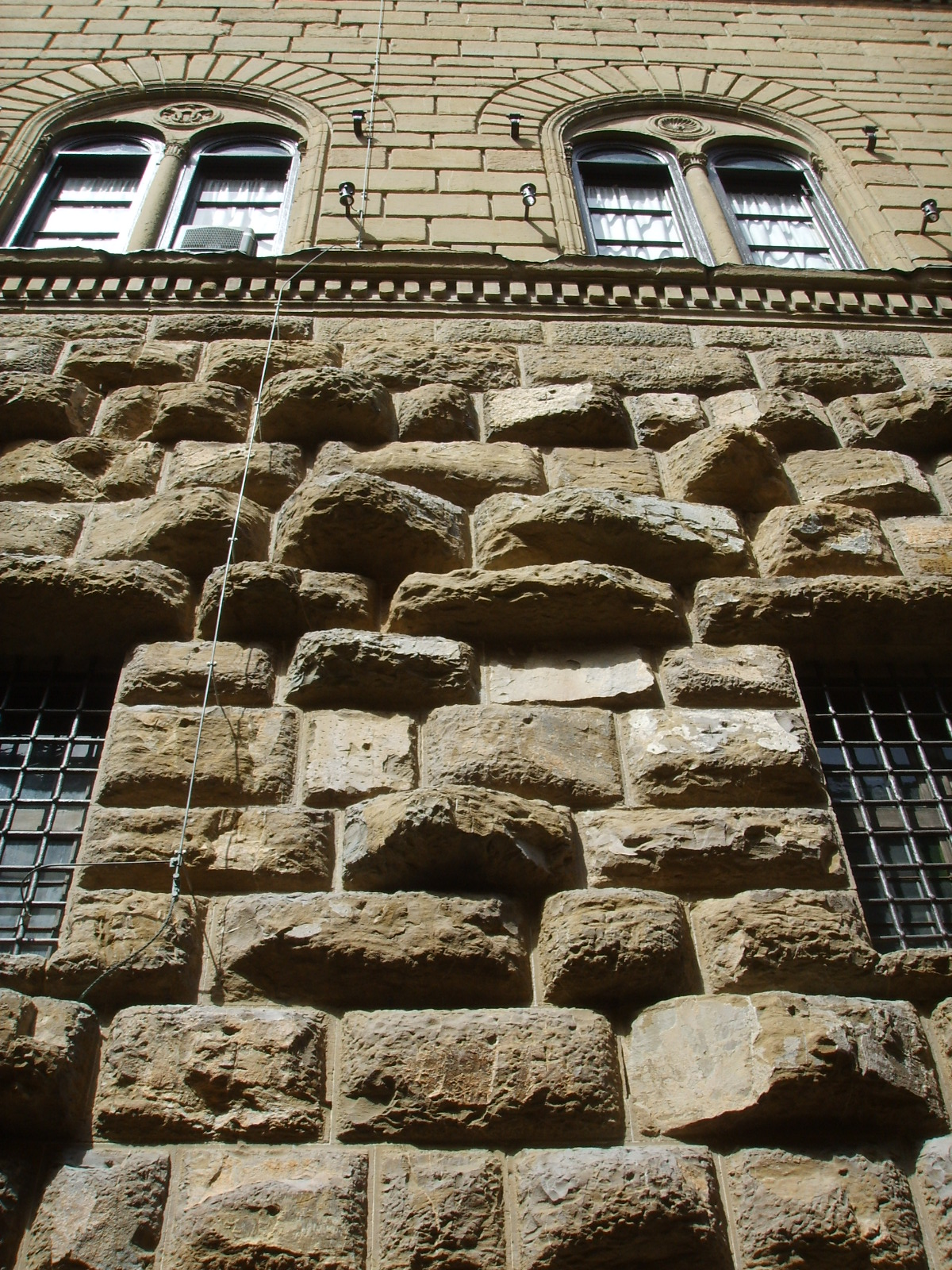
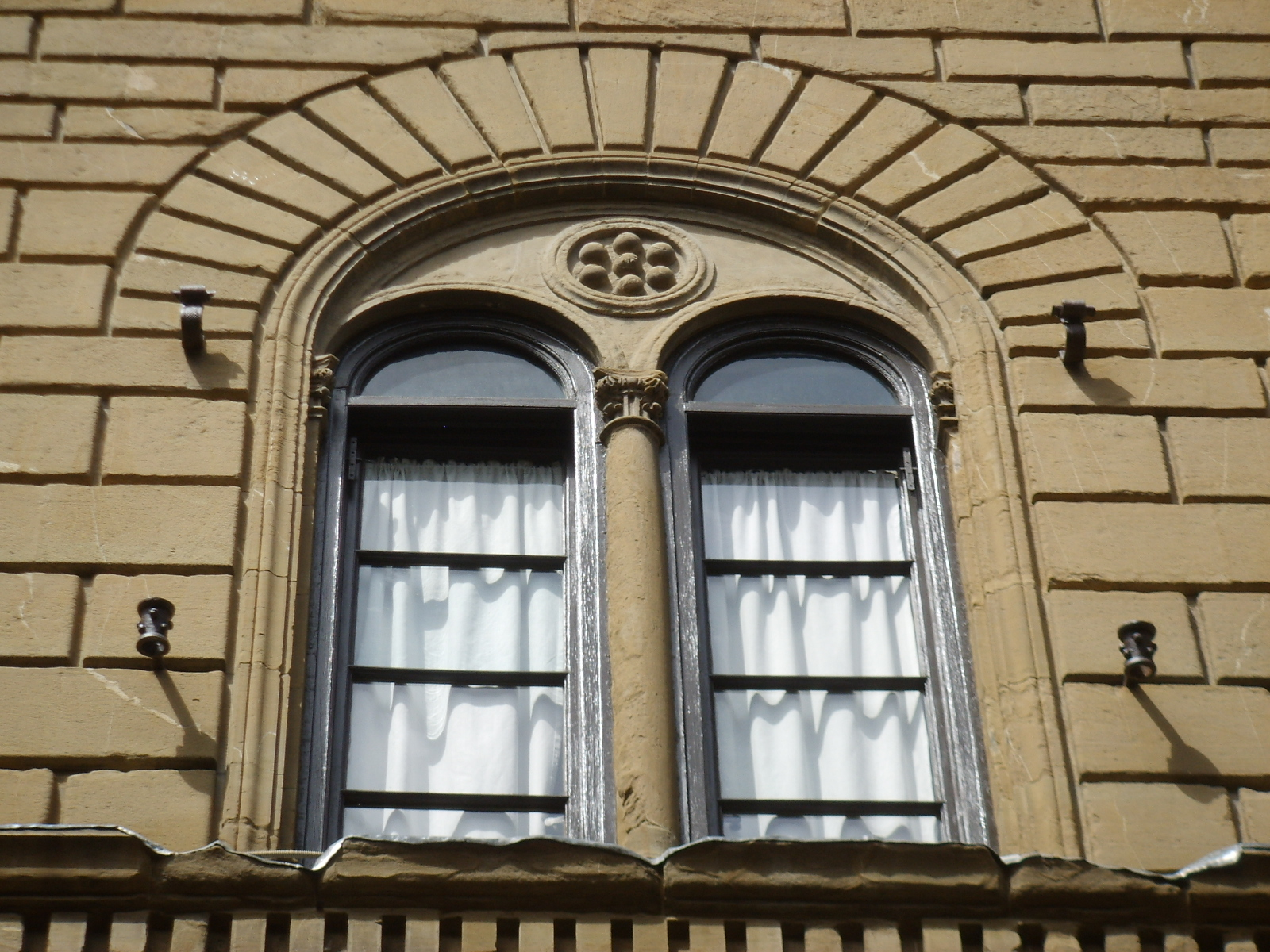
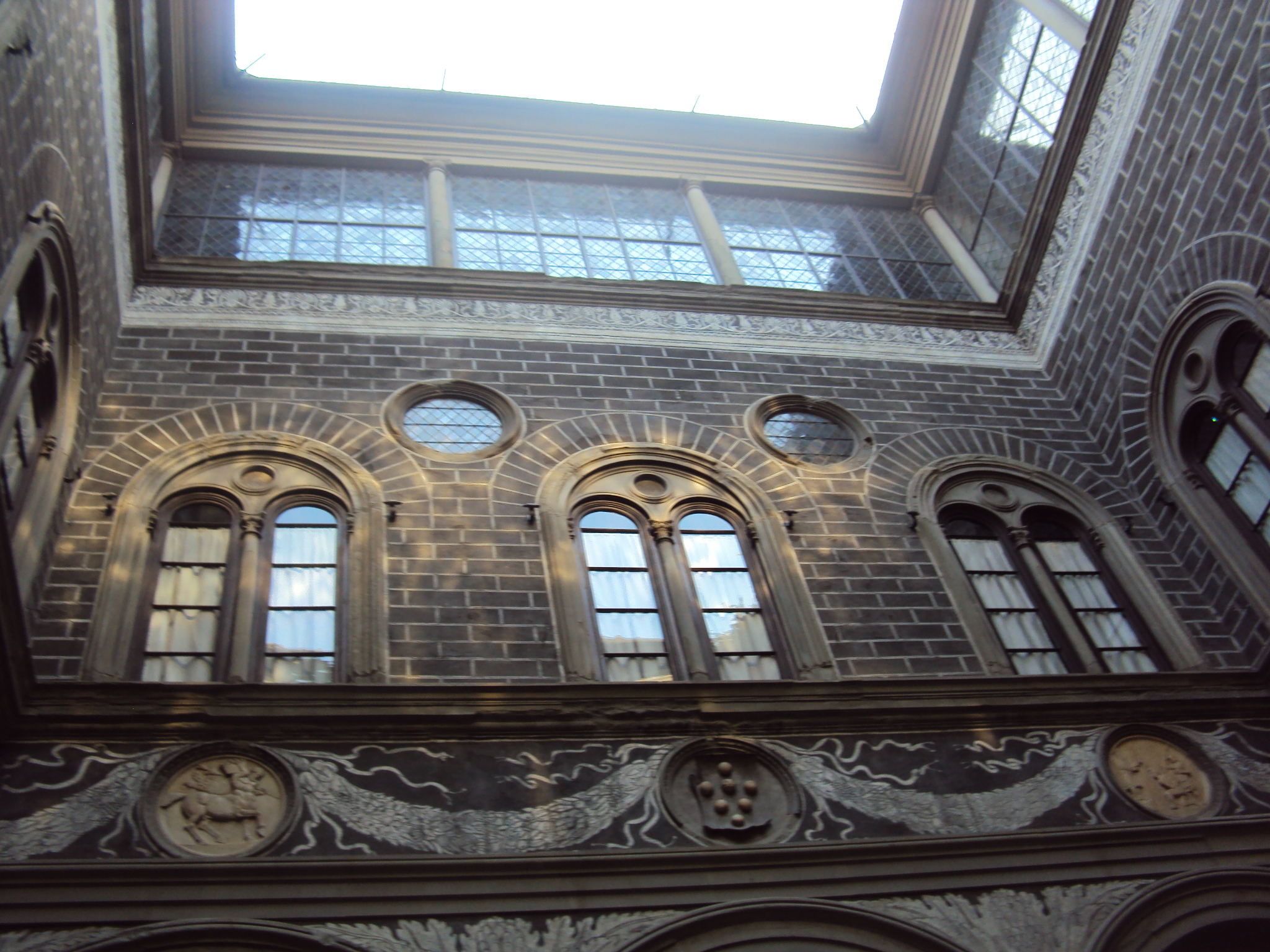
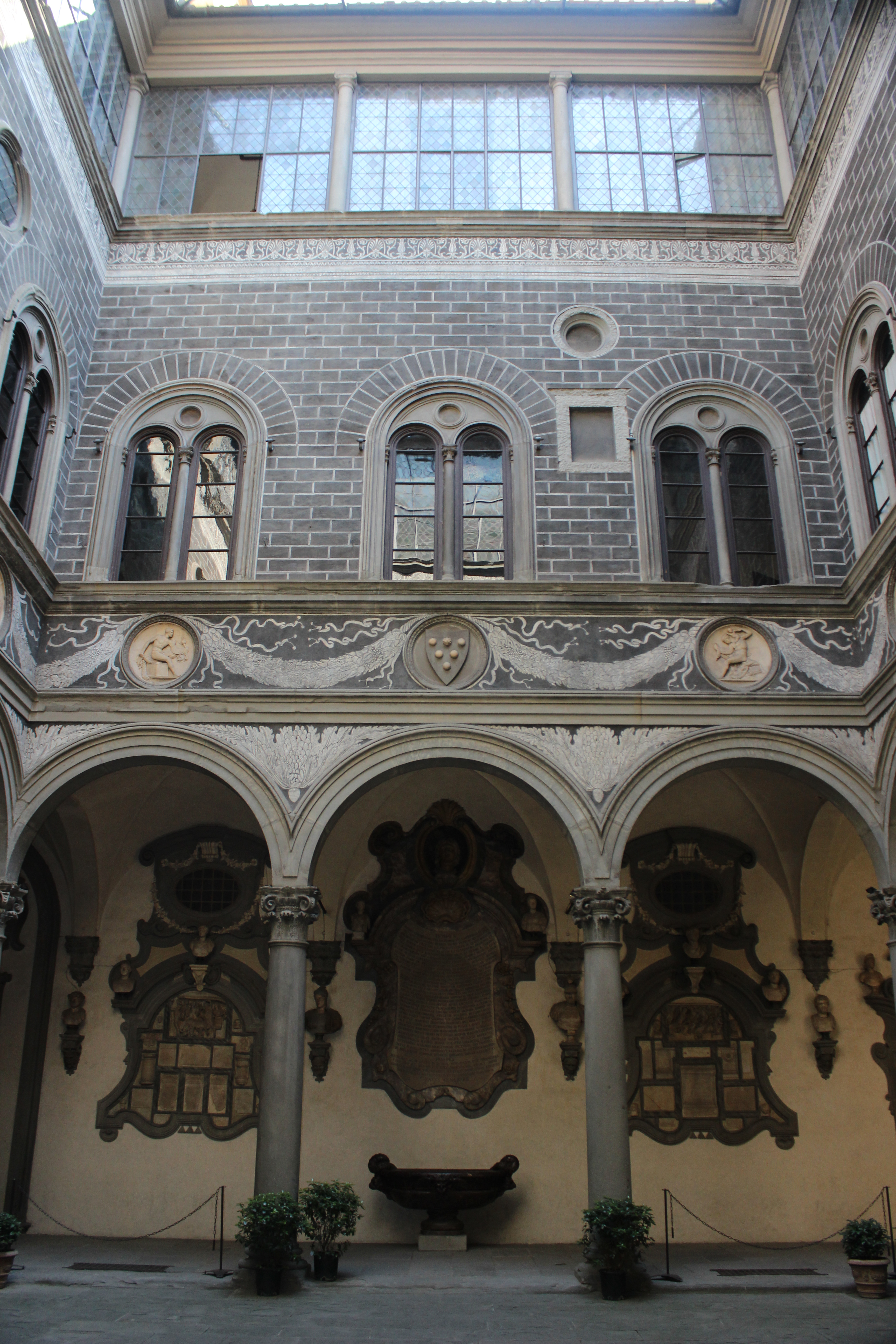
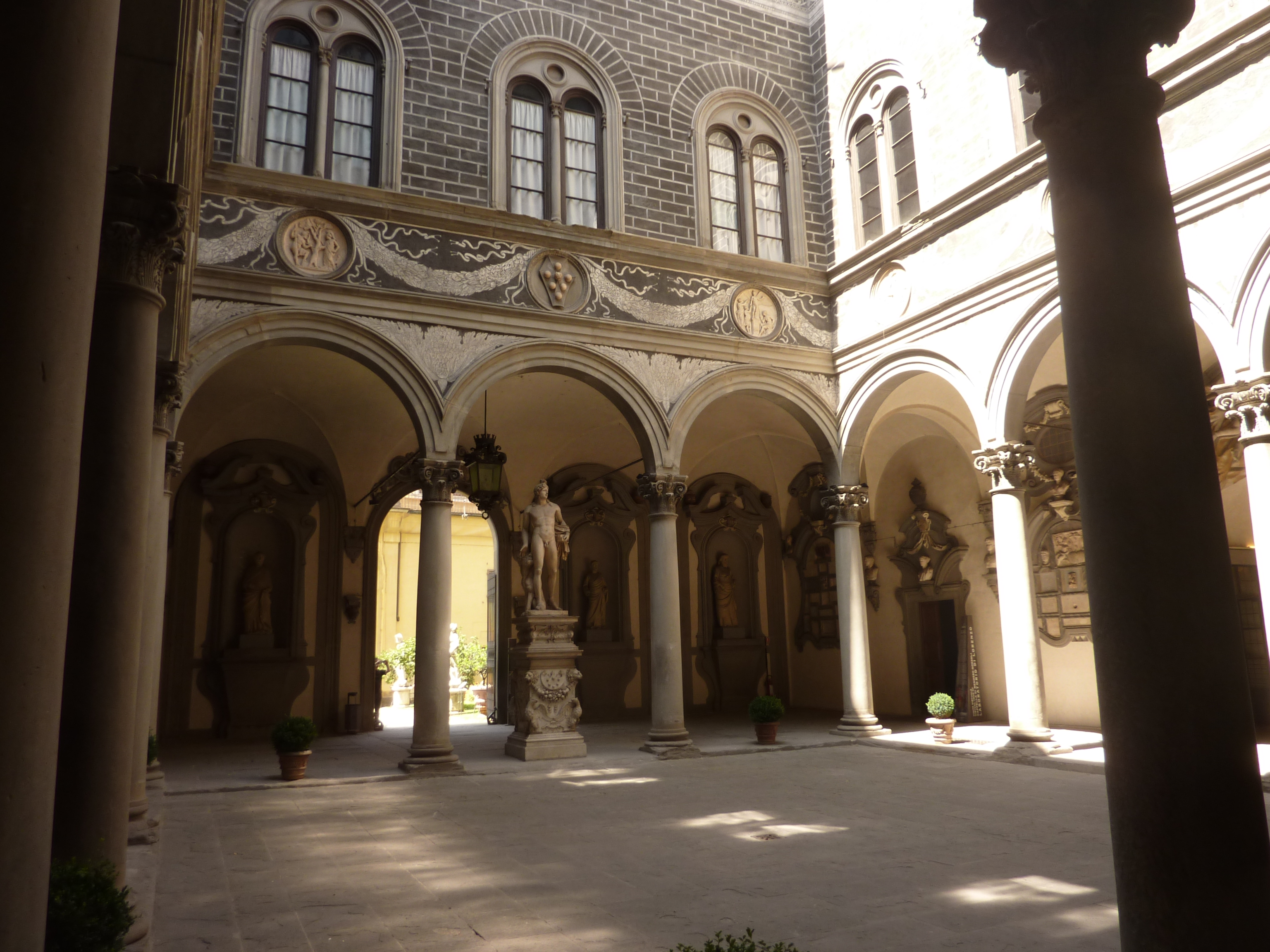